# Silver & Gold
Silver & Gold är ett album av Neil Young, utgivet 2000. Det blev som bäst 22:a på Billboard 200.
Stilen på albumet är country- och folkrock med personliga texter. Flera av sångerna skrevs långt tidigare, till exempel är "Silver & Gold" och "Razor Love" från 1982 respektive 1987. I "Buffalo Springfield Again" uttrycker Young ett intresse av att återförena Buffalo Springfield.

## Låtlista
Samtliga låtar skrivna av Neil Young.
1. "Good to See You" - 2:49
2. "Silver & Gold" - 3:16
3. "Daddy Went Walkin'" - 4:01
4. "Buffalo Springfield Again" - 3:23
5. "The Great Divide" - 4:34
6. "Horseshoe Man" - 4:00
7. "Red Sun" - 2:48
8. "Distant Camera" - 4:07
9. "Razor Love" - 6:31
10. "Without Rings" - 3:41

## Medverkande
- Neil Young - gitarr, piano, munspel, sång
- Ben Keith - pedal steel guitar, sång
- Spooner Oldham - piano, orgel
- Donald "Duck" Dunn - bas
- Jim Keltner - trummor
- Oscar Butterworth - trummor
- Linda Ronstadt - sång
- Emmylou Harris - sång